# Хронологија Народноослободилачке борбе август 1941.
Хронолошки преглед важнијих догађаја везаних за Народноослободилачку борбу народа Југославије, који су се десили током августа месеца 1941. године:
| ← јул Хронологија Народноослободилачке борбе у 1941. години септембар → 1 2 3 4 5 6 7 8 9 10 11 12 13 14 15 16 17 18 19 21 22 · 23 24 25 26 27 28 29 30 31 |

### 1. август
- У Београду, у кући Бранка и Дане Максимовић на Бањичком венцу број 16, отпочела са радом илегална штампарија ЦК КП Југославије. Штампарија се налазила у посебном тајном склоништу ове куће, у коме су боравили графички радници Слободан Јовић и Бранко Ђоновић, док су „легални станари” ове куће били — Мило Бошковић, Зага Јовановић и Љубица Ђоновић. Организатор ове штампарије био је Светозар Вукмановић, руководилац технике ЦК КПЈ и она је радила све до 31. августа 1943, када је пресељена на другу локацију, јер су се Немци уселили у кућу.[1]
- У близини села Метриш, код Неготина, Окружни комитет КПЈ за Зајечар формирао Крајински партизански одред. За команданта одреда је одређен Бранко Перић, а за политичког комесара Љубомир Нешић.[2]
- На Овојци, код села Полога, у близини Мостара, усташе стрељале двојицу комуниста — Слободана Вуковића (1919—1941) и Јусуфа Чевру (1914—1941), секретара Месног комитета КПЈ за Мостар и члана Обласног комитета КПЈ за Херцеговину, народног хероја. Ухапшени су дан раније, 31. јула у Мостару, када је усташка полиција упала у кућу револуционара Гојка Вуковића, где се одржавао партијски састанак.[3][4]

### 2. август
- У близини села Липовац, код Алексинца, Окружни комитет КПЈ за Ниш формирао Озренски партизански одред. За команданта одреда је одређен Димитрије Драговић, а за политичког комесара Иван Вуковић.[2]
- Члан СКОЈ-а и омладинских ударних група Александар Војиновић, бацио две бомбе на немачке официре у велику салу хотелу „Парку” у Нишу, где су се иначе хранили немачки официри. Према немачким извештајима тада је погинуо један и рањено пет припадника Вермахта. Овај подвиг снажно је одјекнуо у народу с подручја југоисточне Србије.[2]
- Устаничке снаге из среза Доњи Лапац заузеле усташко упориште Боричевац. Као одмазду за усташке злочине над Србима, у којима је на територији среза Доњи Лапац, у периоду од 10. јуна до 27. јула, убијено око 900 људи, устаници су село разорили и до темеља спалили, а део затечених становника — њих 38 бацили у јаму Бротињу. Највећи део становништва из Боричевца, је у ноћи 1/2. август побегао у Кулен Вакуф.
- У Санском Мосту, у житном магацину и на пољу „Шушњар”, чета Загребачког усташког батаљона стрељала око 800 талаца, са подручја среза Сански Мост. Покољ је настављен и идућих дана, тако да је у овом срезу убијено око 3.000 Срба.[3]
- Усташе и домобрани, јачине једног батаљона, из Требиња покушали да се пробију у народни збег на планини Видуши. Потискујући делове Видушког одреда народне војске, они су преко Беговић Куле, сутрадан избили на Змијинац, али су тамо противнападом устаника били разбијени.[3]
- Усташе организовале препад на село Пребиловци, код Чапљине, из кога је успело побећи око 200 мушкараца, јер је владало уверење да усташе хапсе само мушкарце. Када су ушли у село и видели да нема већине мушкараца, усташе су отпочеле дводневно злостављање становништва, праћено пљачком и силовањима, као и убиством неколико десетина људи. Потом су похватали 414 људи, углавном жена и деце и 4. августа их спровели у село Тасовчиће, где су настављена иживљавања. У току 5. и 6. августа усташе су бацањем у каму Голубинка, у близини села Шурманици, код Међугорја, побили све похватане мештане Пребиловаца. Наредних дана су настављена убиства у околини Пребиловаца, хватањем појединих мештана који су успели да избегну пре уласка усташа у селу, чиме број убијених у овом месту током августа 1941. године износи укупно 601 лице. У овом покољу учествовале су усташе из Чапљине и околних села, као и усташе из Шурманаца.[3]

| 1 2 3 4 5 6 7 8 9 10 11 12 13 14 15 16 17 18 19 20 21 22 23 24 25 26 27 28 29 30 31 |

### 3. август
- У близини манастира Ајдановац, на планини Јастребцу формиран Топлички партизански одред. Одред је формиран одлуком Окружног комитета КПЈ за Ниш, донетој на састанку 23. јула. За команданта одреда одређен је Елисије Поповски звани Марко Шпанац, за политичког комесара Василије Смајевић, за заменика команданта Ратко Павловић, а за заменика политичког комесара Никодије Стојановић Татко.[2]
- У селима Бунић, Љубово и Шаламунић, код Удбине, усташе убиле око 100 људи, међу којима је највише било жена, деце и стараца. Овај злочин починиле су усташе са подручја Госпића.[5]
- Борци Космајског партизанског одреда ушле у село Стојник, код Сопота, разоружали жандармеријску станицу и запалили општинску архиву. Потом су се окупљеним сељацима обратили политички комесари чета — Брана Аксентијевић и Драгослав Марковић. У село су тада ушла два камиона са немачким војницима, жандармима и агентима Специјалне полиције, али су усред јаког партизанског отпора морали повући ка селима Манић и Бељина. Ова акција, као и напад на село Рогачу, 1. августа, навели су Немце да 8. августа изведу велику офанзиву на Космај, у намери да ликвидирају Космајски одред.[2]
- У Скопљу одржан састанак Покрајинског комитета КПЈ за Македонију, на коме је делегат ЦК КПЈ Драган Павловић Шиља упознао присутне са оценом ЦК КПЈ о слабостима и опортунистичким ставовима ПК КПЈ за Македонију и са одлуком о искључењу секретара ПК Методија Шаторова из КПЈ. Пошто се Шаторов и још двојица чланова ПК нису сложила са ставовима и директивама, које је изнео делегат ЦК КПЈ, они су одбили да прихвате суспензију са мотивацијом да су за њих меродавне само одлуке ЦК БРП(к) и потом донели одлуку о искључењу из Партије Лазара Колишевског, Страхила Пинџура и Маре Нацеве. Одмах после овог састанак делегат ЦК КПЈ је Лазара Колишевског упутио у Софију да упозна ЦК БРП(к) са одлукама ЦК КПЈ.[6]
- У Кикинди Гестапо ухапсио Ратка Митровића Шиљу, члана Бироа ЦК СКОЈ-а и инструктора ЦК КПЈ који је упућен у Војводину. Убрзо након хапшења је био пребачен у Београд, где се током истраге у Специјалној полицији лоше држао и иследницима одао велики број истакнутих чланова КПЈ и симпатизера. Ово је изазвало велику полицијску провалу у организацију КПЈ у Београду, крајем септембра и почетком октобра 1941. године.[2]

### 4. август
- У Загребу, у близини Ботаничке баште, омладинска ударна група од 12 чланова СКОЈ-а, у којој су се налазила и три народна хероја — Славко Комар, Иво Глухак и Крешо Ракић, извршила напад бомбама на одред припадника 13. јуришне сатније хрватских свеучилиштараца односно „Усташку свеучилишну сатнију”. Том приликом убијена су двојица усташа, а њих 18 је било рањено. Тројица омладинаца су била ухваћена на лицу места, а четворица су накнадно ухапшена и сви су убијени. Као одмазду за ову акцију, усташе су у наредних неколико дана у Загребу стрељале 185 талаца, углавном Јевреја и лица ухапшених под сумњом да су комунисти.[5]
- На Симићевом Салашу, у околини Кикинде, немачке потерне јединице откриле логор Кикиндског партизанског одреда, који је био формиран крајем јула. После трочасовне борбе, Кикиндски одред је био разбијен, а у борби је погинуло 17 партизана, међу којима су били командант Угљеша Терзин (1909—1941) и политички комесар Радован Трнић (1912—1941), народни херој.[2][7]
- У Глини, усташе у цркви Пресвете Богородице извршиле други велики покољ Срба са територије котара Вргинмост. Усташе су најпре 2. августа разгласиле да се наређује свим српским мушкарцима, старијим од 16 година, да се сутрадан сакупе у Вргинмосту ради прекрштавања у католичку веру. Позиву се одазвао знатан број мушкараца, застрашен претходним догађајима и нестанком многих Срба на подручју Топуског и Глине. Истог дана, 3. августа у Вргинмост је стигла група усташа из Глине и Топуског, која је заробила све приспеле Србе и депортовала их у Глину. У току 4. августа и ноћи 4/5. августа усташе су у глинској православној цркви побили већи део доведених Срба, док је један део побијен на локацији Латиново, између Маринброда и Новог Села Глинског. Укупан број тада побијених Срба износи 1.038 особа, а овај злочин су извеле усташе из Глине и околине, предвођење усташким таборником из Глине Николом Видаковићем. Број убијених био би и већи, да припадници партизанске чете из села Стипан, на челу са Николом Видовићем, нису забранили сељацима Стипана и Острожина да се одазову на покрштавање и да иду у правцу Вргинмоста.[5]
- У село Опличићи, код Чапљине упале усташе из Стоца и околине, на челу са ројником Стојаном Рагужом. Они су тада похватали око 350 становника, свих узраста и повели их у село Домановиће, где су жене и деца пуштени кућама. Мушкарци су потом спроведени на Бивоље брдо, где је њих 38 бачено у јаму, док је њих 10 одведено преко Неретве и убијено у близини Широког Бријега. Истог дана, извршен је накнадни претрес села, када је ухваћено још 14 мушкараца, који су убијени у близини Аладинића.[3]

| 1 2 3 4 5 6 7 8 9 10 11 12 13 14 15 16 17 18 19 20 21 22 23 24 25 26 27 28 29 30 31 |

### 5. август
- У близини Шавника, у рејону Меких долова, чета Језерског батаљона и мањи делови Дробњачког и Ускочког батаљона напали механизовану колону италијанске дивизије „Алпски ловци” (Kačatori dele Alpi) од око 100 камиона и 15 тенкова, која се од Никшића кретала према Шавнику. Борба се продужила и следећег дана, али су Италијани на крају успели да заузму Шавник. Због претрпљених губитка, Италијани су спалили села Крушевице и Мокро.[8]
- У село Ријека Пиперска, код Подгорице ушла казнена експедиција од око 100 добро наоружаних војника са циљем да казни становништво, због уништења италијанске патроле претходног дана у овом селу. Одмах по уласку у село, група герилаца им је пружила отпор, а током борбе герилцима су притекли у помоћ герилци из суседних пиперских села и Љешкопољског герилског батаљона. Италијански војници су се повукли према једној пећини на обали Мораче, где су савладани. У овој борби је погинуло или се утопило у Морачи 79 италијанских војника, а један официр и један војник су заробљени. Заплењено је и већа количина наоружања и опреме.[8]
- Око 50 устаника из околине Шековића, под командом Милоша Зекића, команданта Среског војног штаба за Бирач, напало и уништило жандармеријску станицу у Шековићима. Повод за напад, био је ослобођење ухапшених сељака, који су били узети за таоце. У ослобођене Шеховиће, истог дана је дошао и Обласни војни штаб за тузланску област, по чијем је наређењу формирана Команда места, а политички комесар Обласног војног штаба Цвијетин Мијатовић се обратио окупљеном народу. Ослобођење Шековића је представљало почетак масовног устанка у подручју Бирача.[3]
- На планини Јеловици, од Јесеничке и Јеловишке партизанске чете формиран Горењски партизански батаљон (називан и Цанкарев батаљон). Одред је формирао Стане Жагар, члан Врховног заповедништва словеначких партизанских чета, за команданта је био одређен Јоже Грегорчич, а за политичког комесара Иван Бертонцељ. Овај батаљон је био главна партизанска јединица у западном делу Горењске и језгро за окупљање нових јединица у 1942. години.[9]
- Лички усташки здруг, под командом Ивана Девчића Пивца, извршио препад на збег становника из села Дивосела и Читлук, код Госпића, који се налазио на локацији Крушковаче, изнад Дивосела. Током препада један део цивила је успео се спасе бекством, али су усташе у Крушковачама убиле око 300 лица, од којих су већина били жене, деца и старци. Истог дана, усташе су упале у Дивосело, где су извршили пљачку и паљење села и убили 17 мештана. Сутрадан, 6. августа, усташе су ухватиле 53 становника Дивосела, који су успели побећи из усташког обруча на Крушковачама и све их побацали у Јарчју јаму на Велебиту.[5]

### Почетак августа
- У Велесу Лазар Колишевски одржао састанак са привременим Месним комитетом КПЈ за Велес и упознао га са писмом ЦК КПЈ, од 24. јула о антипартијској активности секретара ПК КПЈ за Македонију Методија Шаторова и његових истомишљеника. Одлучено да се са овим упозна целокупно чланство КПЈ у Велесу и настави извођење диверзантских и саботажних акција. Овом приликом је и формиран нови Месни комитет КПЈ за Велес.[6]

### 6. август
- У Зеници, уз помоћ једног усташког агента који се убацио у партијску организацију, усташе и полиција ухапсиле преко 20 чланова КПЈ. Међу ухапшенима су били чланови Месног комитета КПЈ за Зеницу и припадника ударне групе, који су имала задатак, да по директиви Покрајинског комитета КПЈ за Босну и Херцеговину, изврше рушење „Сименс-Мартинових пећи” у зеничкој железари. Приликом покушаја извођења диверзије, у сукобу са усташама погинуо је члан Месног комитета КПЈ за Зеницу Ибрахим Первиз (1902—1941), народни херој.[3][10]
- У селу Млаква, код Перушића усташе позвале српско становништво на покатоличавање, а затим њих око 300, повезаних жицом, одвели у заселак Косу и тамо их побили, а лешеве спалили у једној кући. Пре овог злочина, усташе су 2. августа убили 20 становника Млкаве бацањем у јаму Света Ана, код села Горњи Косињ.[5]
- У Јајцу, усташе ухапсиле делегата Обласног комитета КПЈ за Босанску крајину Ивицу Мажара (1915—1941), народног хероја, који је у том крају требало да организује устанак и формира партизанску чету. Пошто су откриле његов идентитет, у страху да не бих дошло до његове отмице из затвора, усташе су га пребациле у Бањалуку, а потом у логор Госпић, где је мучен и испитиван и 2. септембра стрељан. Непосредно пре хапшења, Мажар је успео да партијској организацији у Јајцу пренесе одлуку ОК КПЈ за Босанску крајину, којом су у Штаб за руковођењем борбе на сектору Јајца, одређени Немања Влатковић, Радомир Митрић, Есад Адемовић, Максо Дакић и др.[3][11]
- У логору Крушчица, код Травника дошло до побуне заточеника у којој је убијено 29 логораша, док је 41 логораш одмах потом осуђен на смрт од стране преког суда и осуђен на смрт и погубљен. Убијени логораши су већином била са Пала, а мањи део из Зенице.[3]
- У близини села Мокрина, код Кикинде припадници Кикиндско-мокринског партизанског одреда спалили 70 јутара пшенице.[2]

| 1 2 3 4 5 6 7 8 9 10 11 12 13 14 15 16 17 18 19 20 21 22 23 24 25 26 27 28 29 30 31 |

### 7. август
- Група од 37 бораца Мачванског партизанског одреда ушла у Богатић и извршила акцију разоружавања жандармеријске станице, чиме је град био заузет. Том приликом из затвора је ослобођено око 80 затвореника и талаца, а убијени су срески начелник Јован Станисављевић, један фолксдојчер и још неколико сарадника окупатора. Спаљена је архива Пореске управе и демолирана пошта и сви телефонски и телеграфски уређаји у њој. С обзиром да је тог дана био пијачни дан у Богатићу, командант Одреда Небојша Јерковић је одржао говор окупљеном народу и позвао га у борбу. Истог дана Одреду се прикључило 50 нових бораца, а после пар часова, Одред се повукао ка планини Церу.[2]
- У Сплит из Загреба допутовали делегати Централног комитета КП Хрватске Павле Пап Шиља и Мирко Ковачевић. Одмах по њиховом доласку одржан је састанак Покрајинског комитета КПЈ за Далмацију, на коме су делегати донели писмо ЦК КПХ у коме се критикује досадашњи рад Покрајинског комитета и његовог секретара Вицка Крстуловића, због активности која је била усмерена на штрајкове и диверзије, уместо на формирање партизанских одреда. Они су тада Покрајинском комитету дали рок од три дана да се отпочне са организовањем партизанских одреда иако је ово изазвало противљење делова чланова Покрајинског комитета, који су сматрали да је то кратак временски период, али су они остали према првобитној одлуци. Они су одмах потом формирали Штаб НОП одреда Далмације и отпочели активно да раде на организацији партизанских одреда у Далмацији, али су обојица убрзо страдала — Ковачевић 13. августа у околини Сплита, а Пап 15. августа у околини Шибеника.[5][12]
- У Марибору, у Колодворској улици, на основу дојаве Гестапо упао у стан Маре Чепић, који је служио са састанке илегалаца и похапсио све укућане, а потом направио заседу. Тог дана у стану је требало да се одржи састанак Славка Шландера, секретара Покрајинског комитета КПС за Штајерску и његове сараднице Славе Клаворе, која је била секретар Окружног комитета СКОЈ-а за Марибор. Пошто је Слава прва стигла била је ухапшена. У тренутку док су Гестаповци изводили Славу из куће, наишао је Славку Шландер, који је покушао да је спасе, али је и сам био ухапшен. Обоје су стрељани у Марибору 24. августа.[9]
- У Јосипдолу усташе убиле 24 мештанина српске националности, који су били ухапшени претходног дана. Истог дана, усташе су упале у село Тројврх, где је убијено око 80 људи. У селима Војновац и Вајин Врх усташе су ухапсиле 76 лица, које су одвели у Јосипдол, где су двојица пребијена на смрт, док је покољ осталих ухапшеника спречен интервенцијом италијанских официра.[8]
- У ноћи 7/8. август Колубарска чета Ваљевског партизанског одреда, под командом Радивоја Јовановића, извршила напад на Љиг, у коме је разоружала жандармеријску станицу и заузела место. Сутрадан, 8. августа, чета је заузела железничку станицу Латковић, зауставила воз и побила немачке војнике који су се налазили у њему.[2]

### 8. август
- На планини Космају, јаке немачке снаге око 8.000 војника, под командом генерал-мајора Фридриха Штала, команданта 714. пешадијске дивизије, отпочеле блокаду планине са циљем уништења Космајског партизанског одреда. Ова операција носила је назив „Операција Баден”. Пошто је Штаб одреда, преко партијске организације Младеновца сазнао да се спрема офанзива на Космај, он је о томе обавестио све чете, изузев Младеновачке, која се тада налазила на терену. У тренутку немачке блокаде, на њему није било партизана, изузев делова Младеновачке чете, који су Немцима пружили жесток отпор. У овим борбама погинуло је око 18 партизана и 10 Немаца. Међу погинулима, били су члан Штаба НОП одреда Србије Бранко Крсмановић (1915—1941), народни херој и Миливоје Радосављевић (1919—1941), специјални курир Ваљевског партизанског одреда.[2][13]
- На Каменику, у Пиперима, код Подгорице, у присуству делегата ЦК КПЈ Милована Ђиласа, одржано проширено Покрајинско саветовање КПЈ за Црну Гору, Боку и Санџак на коме је извршена анализа и дата оцена Тринаестојулског устанка и донети закључци у вези са даљим развитком оружане борбе. У току саветовања је донета одлука и да се изврши реорганизација герилских одреда и створе партизански одреди, а у складу са тим је уместо постојеће Привремене Врховне команде, формиран Штаб НОП одреда за Црну Гору, Боку и Санџак, на чијем се челу налазио Арсо Јовановић. После саветовања, одржане су среске партијске конференције и приступило се реорганизацији герилских одреда.[8][12]
- Делови италијанске дивизије „Пустерија” ушли у Мојковац, који су бранили Колашинско-речински и Бијелопољски устанички батаљони. Делови исте дивизије су наступајући од Колашина према Бијелом Пољу, запалиле 15 кућа у селу Мушовића Ријека, код Колашина, а потом и делове дела Штитарица и Подбишће, код Мојковца. Истог дана, италијанска дивизија „Венеција” је нападајући из правца Подгорице заузела Андријевицу.[8]
- У близини села Штрбац, код Књажевца формиран Заглавско-тимочки партизански одред (касније назван Књажевачки партизански одред). За команданта је одређен Љуба Радуловић, а за политичког комесара Димитрије Тодоровић Каплар.[2]
- У село Пустопоље, код Пала, у близини Сарајева, група бораца Романсијске партизанске чете, под командом Пере Косорића, напала и разоружала жандармеријску станицу, убивши притом три жандарма. Ово је била прва оружана партизанска акција у близини Сарајева, а већ сутрадан две чете немачке 718. пешадијске дивизије и батаљон домобрана су напали Романијску партизанску чету и потиснули је ка Романији.[3]
- У Ћуприји тројица истакнутих активиста НОП-а — Јован Јоца Милосављевић (1919—1941) и Живота Станисављевић, чланови Окружног комитета КПЈ и Милан Премасунац, члан Покрајинског комитета СКОЈ-а за Србију учествовали у уличном оружаном сукобу. Фолксдојчер Карло Ферлогер је на улици препознао Јоцу Милосављевића и одмах припуцао на сву тројицу. Милан је успео да побегне, Живота је одмах убијен, а Јоца је био рањен у ногу. Ухапшен је и одведен у полицију, где је мучен и преминуо је истог дана. Касније је проглашен за народног хероја.[2][14]
- У селу Милошеву, код Јагодине Немци стрељали Радисава Никчевића (1917—1941), члана Окружног комитета КПЈ за Јагодину и његовог оца Илију. Он је истог дана, у пратњи Гојка Друловића, пошао по задатку у Други шумадијски одред, али су обојица били ухапшени код Милошева. После страховитог мучења, везан је ланцима и одведен у Јагодину, где је проведен кроз главне централне улице, а потом враћен у Милошево, где је предвече истог дана стрељан у близини железничке станице. Касније је проглашен за народног хероја.[2][15]

| 1 2 3 4 5 6 7 8 9 10 11 12 13 14 15 16 17 18 19 20 21 22 23 24 25 26 27 28 29 30 31 |

### 9. август
- Јединице италијанске дивизије „Пустерија” заузеле Бијело Поље.[8]
- У селу Миострах, између Босанске Крупе и Цазина, усташе похватале око 200 становника српске националности, међу којима је био велики број жена и деце и побиле их на стратишту Дурџић гај. Овај злочин извеле су усташе из Миостраха, које је предводио локални хоџа Бећир Борић.[3]
- У току ноћи 9/10. август у близини села Раковица, на путу Сарајево—Кисељак, борци Семизовачке партизанске чете напали камион са усташама и том приликом убили 6, а ранили тројицу усташа. У знак одмазде за ову акцију, сутрадан су усташе из Сарајева и Травника упале у село Раковицу, где су убили 125 мештана и у село Блажуј, где су убили 25 мештана.[3]

### 10. август
- У Москви одржан Први свесловенски конгрес, којим је председавао Алексеј Толстој. Конгрес је осудио фашистичку агресију и позвао све словенске народе у борбу. Конгрес је изабрао и Свесловенски комитет, а као југословенски представници на Конгресу су учествовали Божидар Масларић и Дмитар Влахов. Представник југословенске избегличке Владе у Москви, није се одазвао позиву да присуствује конгресу.[6]
- У Београду, у илегалној штампарији ЦК КПЈ, отпочело штампање првог броја „Билтена Главног штаба НОПО Југославије”. Први број Билтена написао је и уредио командант Главног штаба Јосип Броз Тито, а у уводнику овог броја штампан је текст „Задатак народноослободилачких партизанских одреда”, у коме је дато упутство о формацији и задацима партизанских одреда. Штампање је завршено до 15. августа и тада је преко партијских веза отпочела дистрибуција око 5.000 примерака широм земље, који су на терену били додатно умножавани. До краја рата изашло је укупно 47 бројева Билтена.[2]
- У Београду одржана седница Политбироа ЦК КПЈ, којој су присуствовали Јосип Броз Тито, Александар Ранковић, Иван Милутиновић и Благоје Паровић. На седници је проучен извештај Благоја Паровића, који је у име ЦК КПЈ, заједно са Владом Поповићем и Едвардом Кардељем, од 23. до 28. јула у Загребу, водио истрагу о сукобу руководства ЦК КП Хрватске са Јосипом Копиничем, шефом Коминтерниног одсека за везу у Загребу. Након анализе догађаја у ЦК КПХ, донета је одлука — о партијским казнама, које су изречене појединим члановима ЦК КПХ и ЦК КПЈ (један од кажњених био је Павле Пап); о распуштању Месног комитета КПХ за Загреб (још пре доношења ове одлуке ЦК КПХ је половином јула формирао нови МК КПХ за Загреб) и о захтеву Коминтерни да Јосипа Копинича смени са дужности шефа пункта за везу и стави га на располагање КПЈ (до овога није дошло и Копинич је наставио да обавља своју дужност све до распуштања Коминтерне, маја 1943).[2][16]
- Герилски одреди Среског војног штаба за Бирач и четничке групе под командом Аћима Бабића извршили поновни напад на Власеницу (први неуспели напад је извршен 9. августа). Напад је извршен према плану политичког комесара Обласног војног штаба за тузланску област Цвијетина Мијатовића, који је током напада руководио координацијом борбе. После вишечасовне борбе усташко-домобранска посада је била приморана на предају и Власеница је била ослобођена. Том приликом погинуло је 50, рањено 30, а заробљено 150 непријатељских војника, док је већи део њих успео да се извуче ка Зворнику. Такође је и заплењена велика количина наоружања, муниције и друге војне опреме. Власеница је била прво среско место ослобођено на подручју источне и централне Босне.[17]
- Јединице италијанске дивизије „Пуље” заузеле Беране.[8]
- На планини Кукавици, у присуству Драгог Стаменковића члана Покрајинског комитета СКОЈ-а за Србију, формиран Кукавички партизански одред. За команданта одреда је одређен Милош Манојловић, а за политичког комесара Власта Стојановић.[2]
- У току ноћи 10/11. август део Мачванског партизанског одреда, предвођен командантом Одреда Небојшом Јерковићем напао и поново заузео Богатић. У току ноћи, велики број становника се окупио у централној градској улици где име је Небојша Јерковић одржао говор. Том приликом је у Одред ступило неколико десетина нових бораца. Готово истовремено, други део Одреда, предвођен политичким комесаром Миком Митровићем је разоружао жандармеријску станицу у селу Црна Бара, а запалио општинске архиве у селима — Салаш Црнобарски, Баново Поље, Глоговац и Раденковић.[2]

| 1 2 3 4 5 6 7 8 9 10 11 12 13 14 15 16 17 18 19 20 21 22 23 24 25 26 27 28 29 30 31 |

### 11. август
- Одлуком Покрајинског комитета КПЈ за Далмацију, а у складу са одлукама донетим на састанку са делегатима ЦК КПХ одржаном 7. августа, формирана три партизанска одреда. Најпре је 10. августа у околини села Бителића, код Сиња формиран Сињски партизански одред, који је имао 74 борца. Потом су 11. августа формирани — Солински партизански одред, формиран у околини Солина, са 72 борца и Сплитски партизански одред, формиран у Сплитском пољу, са око 60 бораца.[5]
- У Загребу изашао први ратни број листа „Вјесник”, који је био орган Јединственог народно-ослободилачког фронта Хрватске. Као Уредници на првим бројевима листа сарађивали су — Павле Грегорић, Раде Кончар, Владимир Бакарић, Владо Поповић и Младен Ивековић. Лист је излазио до краја рата, са прекидима од децембра 1941. до марта 1942. године и од јануара до априла 1943. године. Све до јесени 1941. штампан је у Загребу, потом на ослобођеној територију Кордуна, а током рата на разним местима. До 1943. године лист је излазио месечно, потом је излазио недељно, а од 12. маја 1945. године дневно. Од првог броја у заглављу листа је стојала парола „Смрт фашизму — слобода народу”, што је прво забележено коришћење ове пароле, која је била мото читавог Народноослободилачког покрета (НОП).[5][16]
- Похорска партизанска чета напала немачку жандармеријску станицу у Рибници на Похорју (у току рата овај град је био преименован у Реифинг) и у току борбе убила двојицу, а ранила једног жандара. У знак одмазде за ову акцију, као и акцију од 9. јула, код Загорје об Сави (преименовано у Сагор), окупатор је у Марибору, 24. и 25. августа стрељао 13 талаца, међу којима су били — Славко Шландер, Слава Клавора и Франц Врунч, народни хероји.[9]
- Усташе упале у села Тасовчићи, Клепци и Вишићи, код Чапљине, похапсила велики број мештана и све их спроведела у Тасовчиће, у привремени логор „Силос”. Усташе су убрзо, из логора пустиле већину жена и деце (поједине жене и девојке су биле силоване), тако да је у логору остало заточено око 200 мушкараца. Они су у току ноћи 11/12. августа одведени на Бивоље брдо, код села Домановића, где су бачени у јаму.[3]
- У селу Чавашу, код Љубиња, група од око 50 усташа из Стоца и Чаваша, на челу са Марком Катићем и Видом Скарамуцом, извршиле масован злочин над српским становништвом током кога је убијено 104 лица, од чега су већина били жене и деца.[3]

### 12. август
- У околини Шибеника, одлуком Покрајинског комитета КПЈ за Далмацију, формирана још два партизанска одреда — Примоштенски партизански одред и Шибенски партизански одред.[5]
- На Добрим водама, код Врања формиран Врањски партизански одред. За команданта одреда одређен је Стојан Тројановић.[2]

### 13. август
- У Београду у листу „Ново време” објављен „Апел српском народу” у коме је јавно осуђен „комунистички устанак и народ позван на поштовање окупаторског реда и мира”. Аутор Апела био је Велибор Јонић, комесар просвете у Комесарској управи Милана Аћимовића. Да би Апел добио на значењу, одлучено је да га потпишу познате и угледне личности из јавног живота. Апел је потписало 533 личности, од којих је добар део њих потписао под присилом и уценама. Упркос свим притисцима, многе личности су одбиле да потпишу, а најпознатији међу њима су били — Иво Андрић, Милош Ђурић, Исидора Секулић и др.[6][18]
- У околини Шибеника, одлуком Покрајинског комитета КПЈ за Далмацију, формирана још два партизанска одреда — Водичко-затонски партизански одред, формиран код Водица и Примоштенски партизански одред, формиран код села Гребаштице.[5]
- На Косовцу, на плани Церу извршена реорганизација Мачванског партизанског одреда. Реорганизација је извршена на основу писма ПК КПЈ за Србију упућеног ОК КПЈ за Шабац у коме је тражено да се прошири Одред, заведе гвоздена дисциплина и формирају НО одбори. У оквиру Одреда, који је тада бројао 360 бораца, било је формирано шест чета и он је променио назив у Подрињски партизански одред. Командант одреда остао је Небојша Јерковић, за политичког комесара је одређен Душан Остојић, а за заменика команданта Милан Беловуковић Дева. У току августа у Одред је био упућен Данило Лекић Шпанац, који је преузео дужност политичког комесара и заменика команданта Одреда. Истог дана, 13. августа, делови одреда су напали и разоружали жандармеријске станице у селима Текериш и Десић. Приликом напада на Текериш, погинуо је Војислав Радосављевић Буђони (1918—1941), који је ток дана био именован за командира Друге чете.[2]
- Делови Ваљевског партизанског одреда напали немачку посаду у Крупњу и нанели јој губитке.[2]

| 1 2 3 4 5 6 7 8 9 10 11 12 13 14 15 16 17 18 19 20 21 22 23 24 25 26 27 28 29 30 31 |

### 14. август
- У селу Кошуте, код Сиња јаке италијанске и усташко-домобранске снаге из Сиња напале Сплитски партизански одред, који је на путу из Сплита ка Динари, овде заноћио. У вишечасовној борби, погинуло је шест од укупно 44 партизана, међу којима Мирко Ковачевић (1916—1941), командант Одреда и делегат ЦК КПХ у Далмацији. Увече се преостали део одреда, у мањим групама одлучио за пробијање. Због не познавања терена и умора од тродневног марша, Италијани и усташе су успеле да заробе 24 партизана, која су потом спровели у Сињ и 26. августа стрељали на Радуши, код Сиња. Преостали део бораца је успео да се илегално врати у Сплит.[5][19]
- Усташко-домобранске снаге јачине 22 батаљона, уз подршку делова немачке 718. пешадијске дивизије, отпочеле нападе на устаничка подручја у Босанској крајини, са циљем угушења устанка у овом крају. У почетним дејствима окупаторско-квислиншке снаге су успеле да одбаце устаничке од комуникација и деблокирају нека већа места. Услед распламсавања устанка у средњој и источној Босни, као и због пораза код Оштреља, 26. августа, операција је била обустављена. Већ првог дана операције, два домобранска батаљона ојачана тенковима, успела су да изврше деблокаду Босанског Петровца, кога су герилски одреди држали у блокади десет дана.[3]
- У селу Скели, код Обреновца, борци Прве чете Посавског партизанског одреда, на дојаву сељака из Скеле, извршила заседу и у аутомобилу убила четворицу припадника „Гестапоа”, на челу са поручником Ерхманом (сељаци који су партизанима дојавили овај немачки аутомобил, мислили су да се у њему налази командант Шапца). У знак одмазде, Немци су сутрадан, 15. августа извршили масовно стрељање у Скели.[2]
- Из Тузле усташка полиција почела депортацију Срба и Јевреја у концентрационе логоре. У првом транспорту налазио се Митар Трифуновић Учо (1880—1941), једна од водећих личности радничког покрета и КПЈ у Босни и Херцеговини између два рата. У логору Јасеновац, убијен је у току новембра.[3][20]
- У току ноћи 14/15. августа Колубарска чета Ваљевског партизанског одреда, под командом Радивоја Јовановића Брадоње извршила напад на Лајковац, кога је бранило око 100 немачких војника и 30 жандарма. Овом приликом биле су онеспособљене ложионица и железничка станица, а погинуло је и рањено око 40 немачких војника и жандара. Због овог подвига, Колубарска чета и њен командант, као и његов заменик Стева Филиповић су били похваљени од стране команданта Главног штаба НОП одреда Југославије Јосипа Броза Тита.[2]

### 15. август
- У селу Скела, код Обреновца, наредбом војног команданта у Србији генерала Хајнриха Данкелмана, у знак одмазде за акцију Посавског партизанског одреда изведену 14. августа, Немци стрељали 67 талаца — 42 талаца Бањичког логора и 15 мештана Скеле (према првобитном плану требало је стрељати 50 талаца са Бањице, али је 8 доведених издвојено, јер над њима није било завршено ислеђивање). Пре стрељања, Немци су одлучили да спале неколико кућа у близини изведене акције, а пошто се у неким запаљеним шталама чула експлозија скривене муниције, одлучили су да спале читаво село и том приликом је изгорело око 350 кућа. Тела стрељаних су потом била обешена у селу и остављена да висе читав дан. Међу стрељаним таоцима са Бањичког логора, налазили су се углавном ухапшени београдски комунисти, а неки од њих су били — Мате Видаковић (1907—1941), шпански добровољац, др Милутин Зечевић (1910—1941), лекар и Јован Јоца Јовановић (1906—1941), новинар.[2][21]
- У Скрадину, код Шибеника, Италијани стрељали делегата ЦК КПХ у Далмацији Павла Папа Шиљу (1914—1941), народног хероја и далматинског револуционара и члана КПЈ Пашка Трлају. Они су били ухапшени у току ноћи 14/15. август, у близини села Ваћана, када су се кретали ка Буковици, где је требало да раде на формирању партизанског одреда. Потом су били спроведени у Скрадин, где је испитивани. Италијани су одмах индентификовали Трлају, који је био осумњичен за саботажу изведену 31. јула у једној фабрици у Шибенику, када је динамитом оштетио пумпу за хлађење. Током истраге, Павле Пап није хтео ништа признати, па чак ни своје право име, тако да је стрељан под именом Вјекослав Магдалинић, лекар из Загреба, јер су му лажне исправе гласиле на то име.[5][22]
- У селу Међувођу, код Босанске Дубице, под руководством др Младена Стојановића члана Обласног комитета КПЈ за Босанску крајину, одржано саветовање двадесетак руководилаца устанка у срезовима Приједор, Босански Нови и Босанска Дубица. На саветовању је претресено стање у одредима и резултати првих борби; критикована је тактика фронтова и невршење диверзија; формирано је јединствено руководство — Штаб Друге (козарске) партизанске чете за Босанску крајину (у саставу Младен Стојановић командант и Осман Карабеговић политички комесар) и постављени задаци — формирање више ударних одреда (група) по угледу на већ формирану ударну десетину, брже наоружање и др.[3]
- У селу Медаку, код Госпића под руководством Јакова Блажевића секретара Окружног комитета КПХ за Лику, одржан састанак представника устаничких села из среза Госпић и образовано војно руководство, односно Штаб за Госпићки срез.[5]
- Друга чета Крагујевачког партизанског одреда савладала жандармеријску посаду у Книћу и заузела ово место.[2]

| 1 2 3 4 5 6 7 8 9 10 11 12 13 14 15 16 17 18 19 20 21 22 23 24 25 26 27 28 29 30 31 |

### Средина августа
- На Пониру, код Бањалуке одржан састанак Обласног комитета КПЈ за Босанску крајину на коме је секретар ОК Ђуро Пуцар Стари формирао Обласни војни штаб за Босанску крајину, у саставу — Данко Митров, командант; Бранко Бабич, политички комесар и Миљенко Цвитковић, заменик команданта. Обласни војни штаб је одмах потом прешао у ослобођени Дрвар.[3][23]
- У Загребу, омладинска ударна група у саставу Славко Блажина, Божо Лајнер, Вилим Лончар и Јосип Јутриша запалила аутогаражу Војне команде Загреба. Том приликом изгорело је неколико буради бензина и складиште са аутогумама.[5]
- Из Мостара, под веома тешким околностима успела да изађе група од 28 комуниста, под руководством Саве Медана, и да се под веома тешким условима пробије до невесињског устаничког подручја и да преко Братача стигну до Фатнице, где су се повезали са Миром Попаром, чланом Обласног комитета КПЈ за Херцеговину.[3]

### 16. август
- У ослобођеном Дрвару, у оквиру реорганизације устаничких снага из југозападне Босне, Лике и Далмације формирана „Бригада герилских одреда за ослобођене крајеве Босне и Лике” познатија као Дрварска бригада. Ова реорганизација извршена је одлуком Марка Орешковића, члана ЦК КПЈ, а Штаб герилских одреда за Босанско Грахово, у саставу командант Милутин Морача и политички комесар Никола Котла, је преименован у Штаб бригаде. Остали срески штабови су током идућих дана преименовани у штабове батаљона, а устанички одреди су реорганизовани у чете, које су још неко време називане одредима.[3][24]
- У Београду одржан састанак војног команданта у Србији генерала Хајнриха Данкелмана и шефа Гестапоа СС-мајора Карла Крауса на коме је анализиран ефекат у јавности одмазде у селу Скела, код Обреновца. После констатације да се у Београду врше непрекидне акције против окупаторских и квислиншких јединица, одлучено је да се изведе акција јавног вешања у центру града, која би на адекватан начин застрашила становништво Београда. После овог састанка, шеф Гестапоа се састао са Драгим Јовановићем, управником града Београда и на њему су одређена имена петорице комуниста, који ће бити стрељани и јавно обешени сутрадан, 17. августа.[6]

### 17. август
- У Београду, на Теразијама, окупатор извршио јавно вешање петорице ухапшених родољуба и чланова Народноослободилачког покрета (НОП). У раним јутарњим часовима петорица затвореника су стрељана у затвору Гестапоа и потом су њихова тела обешена на бандере на Теразијама, где су све до 19 часова била јавно изложена са циљем застрашивања грађана Београда. Међу петорицом обешених родољуба су били — Ратко Јевтић (1912—1941), из села Дрлупе и Велимир Јовановић (1893—1941), из села Парцана, заробљени као борци Космајског партизанског одреда почетком августа; Светислав Милин (1915—1941), обућарски радник, ухапшен 30. јула од стране Гестапоа, под оптужбом да припрема терористичке акције; Јован Јанковић (1920—1941), кројачки радник, ухапшен 14. августа, при покушају атентата на агента Специјалне полиције у Александровој улици и Милорад Покрајац (1924—1941), ученик гимназије избеглица из Винковаца, ухапшен 14. августа при нападу на немачког наредника у Доситејевој улици.[2][25]
- У Скопљу, у присуству Петра Богданова представника Бугарске радничке партије (комуниста) (БРПк) одржана Покрајинска конференција радничке партије за Македонију (отцепљени Покрајински комитет КПЈ за Македонију) на коме је покушано — да се учврсти положај секретара ПК Методија Шаторова, оправда приступање македонске партијске организације БРП(к) и чланство убеди у неоснованост одлука ЦК КПЈ о покретању устанка. На Конференцији је посебно критикован рад и став Лазара Колишевског, критикована је и партијска организација Куманова јер се повезала са Колишевским и Месни комитет КПЈ за Скопље, јер је отказао послушност Покрајинском комитету. На ову Конференцију није био позван представник ЦК КПЈ у Македонији Драган Павловић Шиља, као ни чланови ПК који су били на лини ЦК КПЈ.[26]
- У затвору у Сињу, од последица полицијске тортуре умро Винко Пајић (1912—1941), који је као борац Сплитског партизанског одреда био заробљен 14. августа, после борбе у близини села Кошуте, код Сиња. Каније је проглашен за народног хероја.[5][27]
- Трнавска и Драгачевска чета Чачанског партизанског одреда у току дана упале у Гучу, где су разбили непријатељску посаду, уништили телефонско-телеграфска постројења, запленили архиву Пореске управе и после неколико часова напустили место.[2]
- У току ноћи 17/18. августа група хусинских рудара, Хрвата из околине Тузле, предвођена Петром Миљановићем и Мијом Керошевићем, изашла на планину Озрен, где је од ње и других рудара формирана Хусинска партизанска чета у саставу Озренског партизанског одреда. Пре одласка у партизане, ова група рудара је у догвору са Обласним комитетом КПЈ за Тузлу, приступила усташама у селу Букињу, где је од њих формиран усташки табор. Када су добили наоружање и муницију, они су напустили Хусино и са свом опремом отишли у партизане на Озрен. У знак одмазде за ову акцију, усташе су ухапсиле 52 рудара и мештана Хусина, међу којима је био и Јуро Керошевић, рудар и учесник Хусинске буне, децембра 1920. године.[3][24]

| 1 2 3 4 5 6 7 8 9 10 11 12 13 14 15 16 17 18 19 20 21 22 23 24 25 26 27 28 29 30 31 |

### 18. август
- На Дрежничкој градини, у близини села Дрежник, код Ужица, око 500 немачких војника и жандарма Албанаца са Косова и Метохије, опколили и напали Прву ужичку чету „Радоје Марић” Ужичког партизанског одреда. После седмочасовне борбе чета се пробила уз губитке од седморо мртвих и четворо рањених, а Немци су такође имали жртава. Међу погинулима, у овој борби били су — члан Покрајинског комитета КПЈ за Србију Милан Мијалковић (1897—1941), партијски руководилац Прве ужичке чете Исидор Барух (1910—1941), народни хероји и учитељица Олга Ђуровић (1920—1941). За одмазду због претрпљених губитака, немачки војници су запалили 40 кућа и поред пута Пожега—Ужице убили и обесили 45 сељака.[2][28][29]
- На Смиљевом пољу, на Романији одржан збор на коме је од тадашње Треће романијске партизанске чете формиран Романијски партизански батаљон, у чијем саставу се тада нашло пет чета. У Штаб батаљона тада су именовани — Славиша Вајнер Чича за команданта, Павле Горанин Илија за политичког комесара, Оскар Данон за заменика команданта, Раде Хамовић за начелника Штаба и др. Сутрадан по формирању, 19. августа, батаљон је у близини Мокрог водио тешку борбу против једне јединице из немачке 718. пешадијске дивизије, у којој је погинуло 22 немачких војника и четворица партизана.[3]
- Четири усташка и домобранска батаљона, ојачана мањим немачким деловима, нападом из Приједора, Љешљана, Добрљина, Босанске Костајнице и Босанске Дубице пробили фронтове козарских устаника, заузели сва села испод Козаре и у њима извршили бројна убиства, пљачке и паљевине у циљу застрашивања становништва. По наређењу Штаба Друге партизанске чете за Босанску крајину, борци су се, после петодневних тешких борби, повукли на Козару.[3]
- У близини села Ширитоваца, код Дрниша италијанске и усташко-домобранске снаге напале Шибенски партизански одред, који се налазио у покрету ка Динари. У овој борби погинула су четири, рањена два, а заробљена осморица партизана. Главнина одреда успела је да се пробије на планину Промину.[5]
- Окружни комитет КПХ за Лику, од бораца са подручја Госпићког среза, формирао Герилски батаљон „Велебит”, за чијег је команданта био одређен Милан Купрешанин (од овог батаљона је у октобру формиран Први лички партизански одред).[5]

### 19. август
- У Београду, у илегалној штампарији ЦК КПЈ, одштампан други број „Билтена Главног штаба НОПО Југославије”. У овом броју Врховни командант Јосип Броз Тито је објавио текстове „Зашто се народни партизани боре” и „Терор бјесни по читавој земљи” и коментар о Свесловенском конгресу у Москви. У овом броју билтена објављен је и први текст партизанске заклетве.[6]
- Пета чета Мачванског партизанског одреда водила борбе са Немцима на путу Шабац—Лозница, између Слепчевића и Дуваништа, код станице Дубље. У овој борби погинуо је Глигорије Глиша Малетић (1899—1941), командир чете, а рањен је Милорад Петровић, политички комесар чете. Истог дана Лешничка чета Мачванског одреда напала је околину немачких камиона на путу Шабац—Лозница, код рампе на прузи између Лешнице и Новог Села.[2]

### 21. август
- У ослобођеном Дрвару, на иницијативу члана ЦК КПЈ Марка Орешковића и Штаба Дрварске бригаде, одржана Конференција жена из Дрварског среза и околине, на којој је говорено о улози жена у породици и њиховој помоћи фронту, као и афирмацији братства и јединства народа Југославије. Са Конференције је упућено писмо борцима да истрају у борби против окупатора и да се уздрже од освете.[3]
- На Ублима, код Билеће одржано војно-партијско саветовање среских штабова народне војске Билеће, Невесиња и Гацка на коме је донета одлука о „општем устанку”, разрађен је план напада на непријатељска упоришта и решено је да пограничне црногорске партизанске јединице, чији су представници такође присуствовали саветовању, помогну устанак у Херцеговини.[3]

### 22. август
- У току ноћи 21/22. августа група од 32 политичка затвореника-комуниста побегла из затвора у Сремској Митровици. Бекство је изведено, уз помоћ, Окружног комитета СКОЈ-а за Срем, који је организовао прихват затвореника, који су усели да побегну кроз подземни канал. У групи политичких затвореника, налазили су се истакнути револуционари — Јован Веселинов, Слободан Бајић Паја, Станко Пауновић Вељко, Маријан Стилиновић, Јован Трајковић, Јордан Николов, Пашко Ромац, Трајко Стаменковић, Спасоје Стејић Баћо, Иван Мачек и др.[2]
- Усташе у Бихаћу стрељале Милана Пилиповића (1919—1941), секретара Месног комитета КПЈ за Велику Кладушу. Он је био ухапшен неколико дана раније у селу Осредак, када је упао у усташку заседу, а потом је био затворен у злогласној Бихаћкој кули. Касније је проглашен за народног хероја.[3][30]
- У Загребу Усташка надзорна служба, уз помоћ агента-провокатора Ивана Мајерхолда, ухапсила Јожу Влаховића, секретара Покрајинског комитета СКОЈ-а за Хрватску, члана ЦК КП Хрватске и члана ЦК СКОЈ-а; заједно са Радетом Влковим, чланом ПК СКОЈ-а за Хрватску и Стјепаном Бенцековићем, чланом ПК СКОЈ-а за Хрватску и секретаром Месног комитета СКОЈ-а за Загреб. Влаховић је након мучења у полицији био стрељан 8. септембра; Бенцековић је био рањен, па је након лечења био упућен у логор Стара Градишка, где је умро марта 1942; Влков је као бугарски држављанин био протеран у Бугарску.[31][32]
- Усташе из Босанске Крупе и Цазина, помогнута муслиманским становништвом, извршиле злочине над српским становништвом у селима у околини Велике Кладуше и Босанске Крупе. Овом приликом убијено је око 700 људи.[3]
- Ариљска чета Ужичког партизанског одреда извршила напад на Ариље и разоружала жандармеријску посаду.[2]

| 1 2 3 4 5 6 7 8 9 10 11 12 13 14 15 16 17 18 19 20 21 22 23 24 25 26 27 28 29 30 31 |

### 23. август
- Генерални секретар КПЈ Јосип Броз Тито, преко Коминтерниног пункта за везу у Загребу, којим је руководио Јосип Копинич, послао депешу Коминтерни у којој је детаљно известио о догађајима у Југославији. Тито је писао о ширењу партизанског устанка у Србији, о репресалијама Немаца, о масовном устанку Срба у Босни и Херцеговини и Хрватској, о злочинима усташа и великој италијанској офанзиви у Црној Гори. Такође Тито је у овој депеши питао за могућност да Совјетски Савез упути партизанима помоћ у оружју.[6][33]
- Партизански одреди Штаба озренског сектора, заједно са народом Добојског среза, извршили напад и заузели Добој, изузев тврђаве. Они су овом приликом заробили велике количине муниције и хране и друге војне опреме. Пошто је Добој био један од најважнијих железничких чворова у Босни и Херцеговини, партизани су порушили пругу која од Добоја води према Славонском Броду, до Которског; према Сарајеву до Маглаја; према Тузли до Босанског Петровог Села и према Теслићу, до Тешањке, укупно око 50 километара пруге. Такође уништили су и неколико железничких станица, као и неколико стотина вагона у железничким станицама Баре и Усора. После дводневних борби, 25. августа, јаке немачке снаге помогнуте усташко-домобранским снагама су заузеле Добој и поново овладале добојским железничким чвором.[3]
- Трнавска чета Чачанског партизанског одреда на путу Чачак—Краљево извршила напад на колону камиона са немачким војницима. Том приликом је убијено и рањено 40 Немаца и уништен један камион.[2]

### 24. август
- У Марибору, у знак одмазде због оружаних напада на припаднике немачких окупационих власти, извршених 9. августа у Сагору (Загорје об Сави) и 11. августа у Реифнигу (Рибница на Похорју) током 24. и 25. августа стрељано 13 талаца, који су ухапшени као припадници или симаптизери Народноослободилачког покрета (НОП). Међу стрељанима је било и троје чланова КП Словеније, који су касније проглашени за народне хероје — Славко Шландер (1909—1941), члан ЦК КПС и секретар ПК КПС за Штајерску; Слава Клавора (1921—1941), члан ПК КПС за Штајерску и секретар ОК СКОЈ-а за Марибор и Фрањо Врунч (1910—1941), секретар ОК КОС за Цеље и командир Цељске партизанске чете.[9][34][35][36]
- Озренски партизански одред извршио напад на Ражањ и уништио непријатељску посаду. Том приликом уништена је архива Среског начелства и Пореске управе, као и зграда поште.[2]
- Два устаничка одреда под командом Среског штаба за Бирач напала Кладањ и заузела жандармеријску станицу, али су противударом непријатеља били одбачени из града.[3]
- У току ноћи 24/25. августа Шибенски партизански одред, приликом покушаја пребацивања на Динару, упао у италијанску заседу у близини села Калдрме, код Книна. У овој борби Одред је био потпуно уништен. Око десетак бораца је успело да се пробије ка Дрвару и прикључи се крајишким партизанима, док је неколико бораца успело да се врати у Шибеник.[5]

### 25. август
- По одлуци Покрајинског комитета КПЈ за Црну Гору, Боку и Санџак у Гатачки срез упућен један батаљон бораца из Никшићког среза. На челу овог батаљона налазио се Сава Ковачевић, секретар Окружног комитета КПЈ за Никшић. У наредних неколико дана, по доласку овог батаљона у гатачком срезу су формирани Срески штаб народне војске и Народно веће среза гатачког (батаљон се у Гатачком срезу задржао петнаестак дана).[8]
- На острву Вису, по одлуци Покрајинског комитета КПЈ за Далмацију формиран партизански одред од 34 борца. Овај одред се са два рибарска чамца илегално пребацио у околину Сплита, са циљем да оде на Динару. После добијања вести о разбијању првих партизанских одреда при њиховом покушају одласка на Динару, ПК КПЈ за Далмацију је наложио да се сви борци овог одреда врате на Вис.[5]
- У Славонском Броду, крај моста на Сави, усташе и Немци стрељали око 150 ухапшених људи из Дервентског среза и околине Босанског Брода.[5]

| 1 2 3 4 5 6 7 8 9 10 11 12 13 14 15 16 17 18 19 20 21 22 23 24 25 26 27 28 29 30 31 |

### 26. август
- На Радуши, код Сиња Италијани стрељали 23 заробљена партизана, који су били 14. августа заробљени као борци Солинског и Сплитског партизанског одреда. Они су истог дана били осуђени на смрт од стране Покретног преког војног суда НДХ у Сињу.[5]
- Неколико чета народне војске Обласног штаба за Херцеговину извршило напад на усташко-домобранско упориште у селу Берковићи, код Стоца. Заробљено је око 100 домобрана, жандара и усташа, као и велике колниче наоружања и муниције.[3]
- Три чете Романијског партизанског батаљона заузеле Соколац и већим делом заробиле посаду и заплениле веће колниче наоружања. Ослобођењем Соколца повезана је ослобођена територија и омогућена боља веза партизанских јединица на Романији са партијском организацијом у Сарајеву, као и Штабом НОП одреда за тузланску област. Романијски батаљон је за ову акцију био похваљен од Врховног штаба НОП одреда Југославије.[3]
- Батаљон „Слобода” Дрварске бригаде, после жестоких тродневних борби, успео да сломи напад шест домобранских и усташких батаљона, подржаних артиљеријом, авијацијом и тенковима.[3]

### 27. август
- Код села Моско, на путу Требиње—Билећа, неколико чета Среског штаба народне војске за Билећу, уз помоћ два герилска одреда из Бањана, разбило ојачани комбиновани батаљон 14. домобранског пука који је упућен у помоћ угроженом гарнизону у Билећи, а потом заузели жандармеријску станицу у селу Јасен, код Требиња, запленивши већу количину наоружања и војне опреме.[3]
- Чете народне војске из Јања и Пљеве заузеле село Шипово, код Јајца, уништивши домобрански 28. батаљон. Овом приликом је заплењено већа количина наоружања и војне опреме, међу којима и два топа.[3]

### 28. август
- У Београд из Скопља дошао Драган Павловић Шиља, делегат ЦК КПЈ у Македонији, који је имао задатак да у Покрајинском комитету КПЈ за Македонију спроведе одлуке ЦК КПЈ о смени и искључењу из КПЈ секретара ПК Методија Шаторова, као и о повратку ПК за Македонију под окриље КПЈ и организовању устанка. Током боравка у Скопљу, Павловић се после Покрајинске конференције, одржане 17. августа, сусрео са представником ЦК Бугарске радничке партије (комуниста) (БРПк) Петром Богадновим, који га је лажно информисао је Коминтерна одобрила и подржала прикључење македонске партијске организације БРП(к). Одмах по доласку у Београд, Павловић је ЦК КПЈ написао опширан извештај о стању у Покрајинском комитету за Македонију и сусрету са представником БРП(к).[6]
- Две чете Мачванског партизанског одреда, под командом Милана Беловуковића Деве напале Мачванску Митровицу и присилиле вод немачких војника да одступи у Сремску Митровицу. Овом приликом заплењена је већа количина наоружања и друге војне опреме, а посебно одеће и обуће. После заузећа Мачванске Митровице, Одреду је приступило 45 радника из бродоградилишта и преко 100 сељака из околних села.[2]
- Код манастира Ајдановца, на падинама Јастрепца и у селу Бублици, код Прокупља одржани велики народни зборови на којима су руководиоци Топличког партизанског одреда и чланови Окружног комитета КПЈ за Ниш говорили о ситуацији у земљи и свету и позвали народ у борбу против окупатора.[2]
- Из Ирига, по одлуци Окружног комитета КПЈ за Срем једна десетина бораца стигла на Фрушку гору и прикључила се комунистима ослобођеним из казнионе у Сремској Митровици.[2]
- У току ноћи 28/29. августа чете народне војске, под руководством Обласног штаба НОП одреда за Херцеговину, уз помоћ црногорског Бањско-вучедолског батаљона заузеле Билећу. Домобранска посада, јачине два батаљона, тада се повукла у добро утврђени војни логор, на који је напад отпочео у зору 29. августа. У току истог дана, један батаљон италијанске дивизије „Качатори деле Алпи”, из правца Вилуса и моторизовани делови италијанске дивизије „Марке”, из правца Требиња су продрле до Билеће и деблокирале домобрански гарнизон.[3]

| 1 2 3 4 5 6 7 8 9 10 11 12 13 14 15 16 17 18 19 20 21 22 23 24 25 26 27 28 29 30 31 |

### 29. август
- У Београду, под надзором немачке Територије војноуправног команданта Србије и њеног команданта генерала Хајнриха Данкелмана, образована квислиншка Влада „Народног спаса” на чијем се челу налазио Милан Недић, бивши армијски генерал Југословенске војске. Циљ ове квислиншке владе је био да замени Комесарску управу Милана Аћимовића и да, под надзором Управног штаба војног заповедника Србије и Гестапоа, организује оружане снаге, које би уз помоћ немачких окупационих јединица угушиле устанак у Србији. Поред Недића, у Влади су се налазили — Милан Аћимовић, Велибор Јонић, Танасије Динић, Коста Мушицки и др.[6][37]
- Устаничке чете заузеле Мркоњић Град, где им се предала једна чета домобрана и 10 жандарма. Овом приликом заплењено је 15 камиона и доста наоружања и муниције. Сутрадан, 30. августа, на иницијативу Штаба НОП одреда за Босанску крајину формиран је Народни одбор.[3]

### 30. август
- На Косовцу, на плани Цер извршена реорганизација Мачванског партизанског одреда. Реорганизација је извршена на основу писма ПК КПЈ за Србију упућеног ОК КПЈ за Шабац у коме је тражено да се прошири Одред, заведе гвоздена дисциплина и формирају НО одбори. У оквиру Одреда, који је тада бројао 360 бораца, било је формирано шест чета и он је променио назив у Подрињски партизански одред. Командант одреда остао је Небојша Јерковић, за политичког комесара је одређен Душан Остојић, а за заменика команданта Милан Беловуковић Дева. Дотадашњи политички комесар Одреда Мика Митровић, постављен је за команданта Ударне чете. У току септембра, у Одред је био упућен Данило Лекић Шпанац, који је преузео дужност политичког комесара и заменика команданта Одреда.[2]
- На улици у Новом Саду група скојеваца, предвођена секретаром Покрајинског комитета СКОЈ-а за Војводину Ђорђем Зличићем, убила познатог полицијског агента Ласла Келча Лацику.[2]
- У току ноћи 30/31. августа Колубарска чета Ваљевског партизанског одреда напала немачку посаду у руднику антимона Столице, у близини села Брштица, код Крупња. Посада јачине 40 немачких војника је била присиљена да се повуче у Крупањ, а овом приликом је заробљено 10 немачких војника. Ослобођењем Столица створени су услови за ослобођење Крупња (у Столицама је 26. септембра одржано Саветовање Главног штаба НОП одреда Југославије).[2]

### 31. август
- У Београду одржана седница Политбироа ЦК КПЈ, којој су присуствовали Јосип Броз Тито, Александар Ранковић, Иван Милутиновић и Иво Лола Рибар. На седници се расправљало о стању у Покрајинском комитету за Македонију и извештају делегата ЦК КПЈ у Македонији Драгана Павловића. Пошто је усвојен извештај делегата ЦК КПЈ, одлучено је да се — упути писмо Централном комитету Бугарске радничке партије (комуниста) (БРПк), о стању у партијској организацији; упути отворено писмо члановима КПЈ у Македонији са позивом на оружану борбу и објашњењем о активностима секретара ПК Методија Шаторова; упути писмо Извршном комитету Коминтерне о стању у Македонији и да се у Македонију поново упути Драган Павловић, као делегат ЦК КПЈ и један делегат Главног штаба НОПОЈ који би радили на спровођењу отвореног писма ЦК КПЈ и покретању оружане борбе (телеграм Коминтерни је упућен 4. септембра, а писмо ЦК БРП(к) и отворено писмо члановима КПЈ у Македонији 6. септембра). На седници је такође, усвојен извештај Иве Лоле Рибара о „СКОЈ-у и омладини” и одлучено да се новим члановима попуни Биро ЦК СКОЈ-а и формира нови Покрајински комитет СКОЈ-а за Хрватску (јер су сви чланови досадашњег ПК били похапшени). Такође је одлучено да се сазове саветовање Главног штаба НОПОЈ-а са представницима војних руководстава из свих покрајина и да се обнови издавање листа „Пролетер”.[6][38]
- У ослобођеном Дрвару одржано саветовање војних делегата герилских одреда Дрварске бригаде, коме је присуствовало 30 делегата среских и батаљонских штабова, подштабова и герилских одреда, као и Штаб бригаде и члан ЦК КПЈ Марко Орешковић. Разматрана је ситуација у земљи, а посебно у Босанској крајини и Лици, настала настојањем италијанског окупатора да поцепа устаничке снаге. Донета је Резолуција у којој је изражена спремност за борбу против свих окупатора и домаћих издајника. У том смислу издати су прогласи Србима, Хрватима и Муслиманима, као и италијанским војницима. На саветовању је као најбитнији задатак означено питање организација војске и позадине, а изабран је и Војни суд Дрварске бригаде.[3]
- Чете народне војске Обласног штаба НОП одреда за Херцеговину отпочеле тродневни напад на усташко-домобрански гарнизон у Љубињу. Међутим, 1. септембра је непријатељу пристигло појачање из Стоца и Дубровника, па је напад, иначе слабо организован, био обустављен 2. септембра.[3]
- Герилски одреди из околине Ластве, код Требиња, ојачан једним одредом из Грахова, код Никшића, под руководством Саве Ковачевића напао и заузео Ластву. Овом приликом заробљена је комплетна посада и заплењена већа количина наоружања и муниције. После два дана устаници су под притиском италијанске војске из Требиња, морали да напусте место.[3]

### Крај августа
- У близини Оштреља, код Босанског Петровца, група националистички настројених припадника устаничких снага, убила и потом бацила у јаму Васу Келечевића (1907—1941), заменика команданта Среског војног штаба за Босански Петровац и народног хероја. Келечевић је као повереник Среског штаба у Оштрељу, по налогу КПЈ, радио на сређивању стања на ослобођеној територији и залагао се за политику братства и јединства међу Србима, Хрватима и Муслиманима, не дозвољавајући појединцима у устаничким снагама да пљачкају и убијају припаднике других народа.[3][39]
- У селу Витомирици, код Пећи одржан састанак Обласног комитета КПЈ за Косово и Метохију, коме су присуствовали и делегати из Косовске Митровице, Ђаковице и Пећи. На састанку су констатоване одређене слабости у раду партијске организације и постављени задаци за будући рад. Као један од приоритетних задатака одређено је успостављање редовне везе са ЦК КПЈ.[2]

| 1 2 3 4 5 6 7 8 9 10 11 12 13 14 15 16 17 18 19 20 21 22 23 24 25 26 27 28 29 30 31 |